# Mortierella indohii
Mortierella indohii är en svampart som beskrevs av C.Y. Chien 1974. Mortierella indohii ingår i släktet Mortierella och familjen Mortierellaceae.   Inga underarter finns listade i Catalogue of Life.